# Eilidh Whiteford
Eilidh Whiteford (* 1969 in Aberdeen) ist eine Politikerin der Scottish National Party.

## Leben
Eilidh Whiteford wuchs in Macduff auf. Sie studierte in Schottland und Kanada und schloss mit ihrer Promotion ab. Anschließend lehrte sie an der Universität Glasgow, bevor sie für eine Hilfs- und Entwicklungsorganisation tätig wurde. Im Jahre 2003 wechselte Whiteford zu der Organisation Oxfam, für die sie über sechs Jahre lang tätig war.

## Politischer Werdegang
Im Jahre 1986 trat Whiteford in die Scottish National Party (SNP) ein. Bei den Unterhauswahlen 2010 trat sie für die SNP im Wahlkreis Banff and Buchan an. Damit beerbte sie den schottischen First Minister Alex Salmond, der seit 1987 das Mandat des Wahlkreises innehatte. Trotz Stimmverlusten errang Whiteford das Mandat des Wahlkreises und zog in der Folge in das britische Unterhaus ein. Seit 2010 ist sie im Parlament Parteisprecherin für internationale Entwicklung, Fischereiwesen sowie Arbeit und Rente. Bei den Unterhauswahlen 2015 verteidigte Whiteford ihr Mandat mit deutlichem Vorsprung vor dem Konservativen Alex Johnstone. Zwei Jahre später war sie bei den vorgezogenen Unterhauswahlen 2017 jedoch dem konservativen Herausforderer David Duguid unterlegen und schied in der Folge aus dem britischen Unterhaus aus.